# Área metropolitana de Niles-Benton Harbor
El Área Estadística Metropolitana de Niles-Benton Harbor, MI MSA, como la denomina la Oficina del Censo de los Estados Unidos, es un Área Estadística Metropolitana centrada en las ciudades de Niles y Benton Harbor, abarcando solo el condado de Berrien en el estado de Míchigan, Estados Unidos. Su población según el censo de 2010 es de 156.813 habitantes, convirtiéndola en la 254.º área metropolitana más poblada de los Estados Unidos.

## Comunidades del área metropolitana
| Ciudades - Benton Harbor (Ciudad principal) - Bridgman - Buchanan - Coloma - New Buffalo - Niles (Ciudad principal) - St. Joseph - Watervliet | Pueblos - Baroda - Berrien Springs - Eau Claire - Galien - Grand Beach - Michiana - Shoreham - Stevensville - Three Oaks | Lugares no incorporados - Benton Heights - Berrien Center - Bethany Beach - Birchwood - Dayton - Fair Plain - Glendora | - Harbert - Hazelhurst - Lake Michigan Beach - Lakeside - Millburg - New Troy - Paw Paw Lake | - Riverside - Sawyer - Scottdale - Shorewood Hills - Shorewood-Tower Hills-Harbert - Tower Hill Shorelands - Union Pier |